# L'elisir d'amore
L'elisir d'amore é uma ópera-bufa em dois atos de Gaetano Donizetti, com libreto de Felice Romani. Estreou no Teatro della Canobbiana de Milão, Itália, em 12 de maio de 1832.
A obra foi criada em duas semanas, sendo uma semana para a poesia e outra para a música, a pedido do gerente do teatro, que precisava de uma peça com urgência, já que o compositor originalmente contratado não entregara a obra prometida.

## Personagens
| Adina         | soprano  |
| Nemorino      | tenor    |
| Belcore       | barítono |
| Dr. Dulcamara | baixo    |
| Giannetta     | soprano  |

## Sinopse
A ação se desenrola numa pequena aldeia basca, no final do século XVIII.

### Ato I
Enquanto os segadores descansam na sombra, a fazendeira Adina está, ao fundo, lendo um livro que conta a história de Tristão e Isolda. Enquanto isso, o pobre camponês Nemorino a observa e expressa todo o seu amor e admiração por ela, lamentando sua própria incapacidade de conquistá-la  (Quanto è bella, quanto è cara). Os camponeses pedem que Adina leia em voz alta, e ela relata a história de Tristão que, apaixonado pela rainha Isolda, recorre a uma poção mágica para atrair o afeto e a fidelidade da amada (Della crudele Isotta).
Enquanto Nemorino sonha encontrar esse elixir mágico, chega à aldeia o Sargento Belcore, com o objetivo de recrutar rapazes para o serviço militar. Ele corteja Adina e lhe propõe casamento (Come Paride vezzoso), mas a bela fazendeira responde que gostaria de pensar um pouco, antes de responder. Segue-se um dueto entre Adina e Nemorino, no qual ela expõe sua teoria sobre o amor: o amor fiel e constante não é para ela (Chiedi all'aura lusinghiera).
Então, chega à aldeia o Dr. Dulcamara, um vigarista, afirmando ser um médico de grande renome e mostrando ao povo os seus preparados milagrosos (Udite, udite, o rustici). Nemorino pergunta-lhe se ele tem o elixir que faz as pessoas se apaixonarem, e o charlatão lhe oferece uma garrafa de vinho da Borgonha, explicando que o efeito será sentido depois de um dia (quando ele, Dulcamara, já estará bem longe dali). Nemorino bebe o "elixir" e fica bêbado: isso o faz relaxar o suficiente para ficar indiferente a Adina, que imediatamente sente um certo incômodo, acostumada a sentir-se desejada.
Para vingar-se da indiferença de Nemorino, Adina concorda em se casar com o Sargento Belcore, que, entretanto, deverá partir no dia seguinte. Assim, o casamento é marcado para o mesmo dia. Nemorino tenta convencer Adina a esperar até o dia seguinte (já que o "elixir" só terá efeito no dia seguinte), mas Adina se vai com Belcore.

### Ato II
Os preparativos para o casamento estão em pleno andamento. Dulcamara e Adina improvisam uma barcarola para duas vozes (Io son ricco e tu sei bella). Quando o notário chega, Adina diz que quer esperar até a noite (porque quer se casar na presença de Nemorino, para castigá-lo por sua indiferença). Nemorino deseja comprar outra garrafa de elixir mas, sem dinheiro, ele se alista entre os soldados de Belcore a fim receber algum pagamento (Ai perigli della guerra), e, com isso, Belcore poderá remover seu rival.
Nesse ínterim, porém, Giannetta espalha a notícia de que Nemorino recebeu uma grande herança de um tio recentemente falecido (Saria possibile?). Mas nem o interessado, nem Adina, nem Dulcamara sabe disso. A notícia faz com que as moças da aldeia comecem a cortejar Nemorino, que, por sua vez, pensa que tudo aquilo seja efeito do elixir. Ao ver o que acontece, Dulcamara fica atônito e começa a pensar que realmente seu elixir faça  efeito. Enquanto isso, Adina fica com ciúmes de Nemorino.
Dulcamara diz a Adina que ele vendera o elixir a Nemorino. Ela, então, percebe que é amada pelo rapaz (Quanto amore! Ed io rietata). Nemorino se alegra quando percebe uma lágrima nos olhos de Adina, o que revela que ela também o ama (Una furtiva lagrima). Adina recupera o contrato de alistamento de Nemorino e o entrega a ele, convidando-o a permanecer na aldeia. Nemorino fica decepcionado pois gostaria de ter uma declaração de amor, que não chega, e então afirma que quer mesmo partir. Só então Adina cede e declara que o ama (Prendi, per me sei libero).
Após o cancelamento do seu casamento, Belcore se consola rapidamente, dizendo que, em outra cidade, há de encontrar alguma moça para cortejar.
Dulcamara deixa a cidade, vangloriando-se do sucesso de seu elixir (Ei corregge ogni difetto).

## Árias famosas
- Quanto è bella (Nemorino)
- Come paride (Beclore)
- Udite, udite o rustici (Dulcamara)
- Una furtiva lacrima (Nemorino)
- Prendi, per me sei libero (Adina)